# Farra do Boi
A Farra do Boi é um ritual típico do litoral do estado brasileiro de Santa Catarina, desde 1997 considerada ilegal. O ritual consiste em soltar um boi em um local ermo e agredir e provocar (ou "farrear") o animal, fazendo-o correr atrás das pessoas que participam da prática. Apesar de criminalizada em todo território nacional desde 1998 ela ainda acontece às escondidas.
A prática é herança cultural dos pescadores portugueses, que na época a justificavam como sendo o boi uma personificação de Judas, do diabo ou do sofrimento de Jesus Cristo, durante a quaresma.
Diversos grupos defensores dos direitos dos animais a consideram cruel e degradante. As autoridades catarinenses estão empenhadas para aplicar sanções legais aos farristas. Além da pena de prisão há uma pena de multa de até R$ 10.000,00.

## História

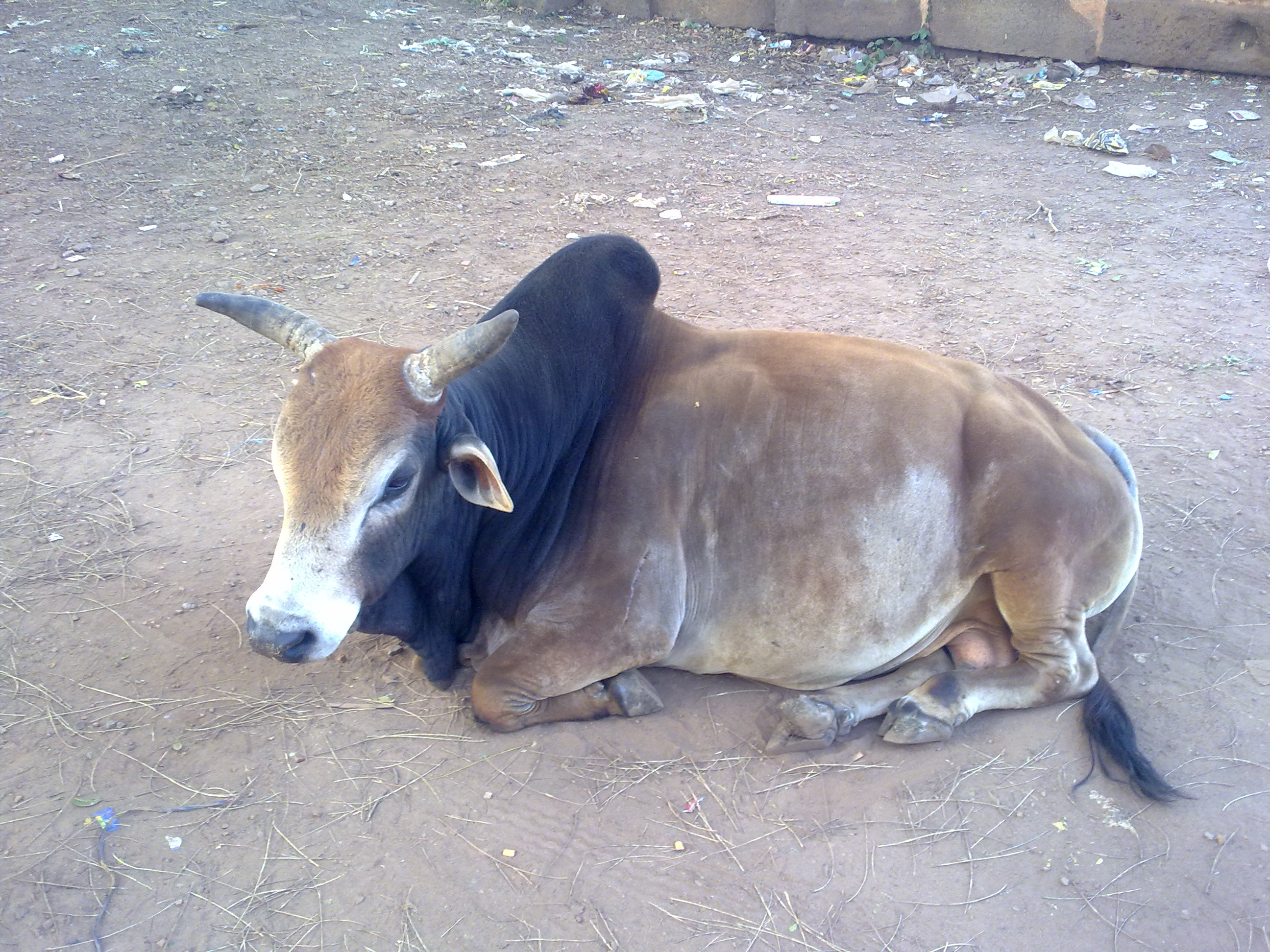
Na Farra do Boi, o animal é levado à exaustão.

A Farra do Boi teria sido trazida ao Brasil por imigrantes açorianos entre 1748 e 1756. Originalmente o boi era engordado, fazia-se a farra e em seguida o animal era sacrificado para servir de alimento. Com o passar do tempo a prática se modificou. Em sua versão moderna, o boi é levado ao local escolhido pelos farristas e solto, momento a partir do qual iniciam-se a perseguição e as agressões – com mãos e pés, ou pedaços de madeira – até que o animal fique exausto e não consiga mais se levantar, quando a farra acaba e o boi é abandonado. Geralmente devido à gravidade dos ferimentos, o boi tem que ser sacrificado após ser encontrado pelas autoridades.
O significado do ritual é ainda desconhecido, sendo atribuído a ele por alguns uma conotação simbólica-religiosa referente à Paixão de Cristo, onde o boi faria o papel de Judas; outros entendem que o animal simboliza Satanás e através da tortura do Satanás as pessoas se livrariam de seus pecados.
Desde as últimas décadas a Farra do Boi ocorre com frequência no litoral de Santa Catarina, em cerca de trinta comunidades, geralmente de pescadores, notavelmente no município de Governador Celso Ramos.
No dia de Natal em dezembro de 2022, no bairro Rio Vermelho em Florianópolis, a Polícia Militar foi chamada para conter uma farra do boi que acontecia na rua principal do bairro, que envolvia pelo menos dez pessoas. Plantas e muros foram danificados durante a prática.

## Combate à prática
A partir da década de 1980, a Farra do Boi começou a ser muito combatida por grupos que defendem os animais e que passaram a fazer intensa campanha contra o ritual por considerá-lo cruel com o animal. Em 1987, o então governador de Santa Catarina, Pedro Ivo Campos, montou um grupo de trabalho para analisar o problema e propor soluções. O grupo contou com 22 representantes de vários segmentos da administração pública. Em 1988 foi concluído o relatório, que trazia uma série de medidas de combate à Farra do Boi, que incluíam até inserção de conteúdo na grade curricular nas escolas de ensino público. As sugestões do relatório, entretanto, nunca foram implementadas.

### Proibição pelo STF
Após muito debate e pressão por parte da sociedade organizada através de entidades de proteção e defesa dos animais, o Supremo Tribunal Federal, em 3 de junho de 1997, através do Recurso Extraordinário número 153.531-8/SC; RT 753/101, proibiu a prática em território catarinense por força de acórdão, no julgamento da Ação Civil Pública de nº 023.89.030082-0. Segundo interpretação do STF a Farra do Boi é intrinsecamente cruel e por isso poderia ser qualificada como crime.
No ano seguinte foi aprovada a Lei de Crimes Ambientais, que passou a punir com até um ano de prisão quem pratica, colabora, ou no caso das autoridades, omite-se em impedir atos de crueldade contra animais. Com a proibição começaram muitas campanhas de conscientização por parte de diversas entidades de proteção aos animais, de cunho local, regional, nacional ou mesmo internacional. As campanhas geraram entrevistas e debates na mídia, encontros com as autoridades e encenações teatrais, com mensagens que disseminavam a ideia de que a crueldade contra os animais é inaceitável, em qualquer outra época do ano. Houve grande apoio da mídia local, inclusive com o registro da prática.
A partir do ano seguinte notou-se uma diminuição gradual na quantidade de eventos, o que significaria o início do fim da Farra do Boi. Entretanto os farristas, contrariando a decisão do STF, organizaram-se e tentaram reverter a situação em seu favor. No ano de 2000, um projeto de lei tentou legalizar, na Assembleia Legislativa, a Farra do Boi em mangueirões, com a alegação de que, agora, o fariam sem maus-tratos aos bois. Apesar de ter sido aprovado o projeto foi vetado pelo então governador Esperidião Amin, que reconheceu a sua inconstitucionalidade. Ainda no mesmo ano o Tribunal de Justiça de Santa Catarina expediu despacho mantendo em R$ 500 por dia a multa fixada ao Estado por descumprir a decisão do STF.
Ainda assim a fiscalização e repressão ao ato e seus participantes é considerada insuficiente por todas as entidades envolvidas nos esforços de erradicação da farra. Essas entidades acreditam que interesses político-eleitoreiros sejam a causa da perpetuação da infração da Lei Federal 9605/98, que prevê pena de multa e detenção para quem maltrata animais.
Em 2007 o município de Governador Celso Ramos aprovou a Lei Municipal Nº 542/2007, que regularizava a prática e a enquadrava como patrimônio cultural, tendo seu nome alterado para Brincadeira do Boi. A lei previa também responsabilidades civil do organizador em caso de excessos ao animal e ferimentos a terceiros além de outras regulamentações. No mesmo ano, no dia 22 de outubro, porém, o Pleno do Tribunal de Justiça deferiu o pedido de liminar requerido pelo Ministério Público de Santa Catarina para suspender a aplicação da lei.
Em fevereiro de 2019 a Associação Catarinense de Proteção aos Animais fez uma campanha nas redes sociais pedindo o aumento na fiscalização dos casos de Farra do Boi em Santa Catarina. A campanha foi impulsionada por mais um flagrante de Farra do Boi feito na madrugada de 4 de fevereiro na Costa da Lagoa.